# Ilanskij
Ilanskij (rusky Иланский) je město v Krasnojarském kraji v Ruské federaci. Při sčítání lidu v roce 2010 měl přes šestnáct tisíc obyvatel.

## Poloha a doprava
Ilanskij leží na řece Ilance, pravém přítoku Kanu v povodí Jeniseje. Od Krasnojarsku, krajského správního střediska, je vzdálen přibližně 280 kilometrů východně.
Město má stanici na Transsibiřské magistrále.

## Dějiny
V roce 1645 zde byla založena vesnice Ilanskaja (Иланская). Zpočátku ji osidlovali z velké části vyhnanci, kteří ke konci 18. století tvořili většinu obyvatel.
Od roku 1894 byla obec napojena na Transsibiřskou magistrálu. V roce 1939 byla obec přejmenována na Ilanskij a povýšena na město.